# Gabriele Salvatores
Gabriele Salvatores (Nápoles, 30 de julio de 1950) es un director cinematográfico italiano, ganador de un premio Óscar. 

## Biografía
Antes de iniciarse en la dirección cinematográfica, en Milán, se dedicó al teatro, como actor y director, estudiando arte dramático en la escuela del famoso Piccolo Teatro. En 1972, ganó experiencia como guitarrista y eso le llevó a fundar el Teatro dell'Elfo, donde durante 15 años realizó montajes de las obras de varios autores emblemáticos como: William Shakespeare, Ben Johnson, Bram Stoker y Carlo Goldoni. Destacó montando el Sueño de una noche de verano, de Shakespeare, obra que convirtió en una opera-rock con música de Mauro Pagani. A partir de ahí, Salvatores se encargó de que esta obra llegara a la pantalla grande; tras convencer a la televisión estatal (RAI), Sogno di una notte di mezz'estate se convierte en su primer largometraje. Cinco años después, Salvatores empieza a rodar sus primeras películas :Kamikazen ultima notte a Milano, donde empieza a colaborar frecuentemente con un pequeño círculo de actores como Antonio Catania, Claudio Bisio y Diego Abatantuono. La película Marrakech Express de 1989 es la primera película de la trilogía de la fuga, la cual le siguen Turné de 1990 y Mediterráneo de 1991 ganadora del premio Óscar como mejor película extranjera. Por medio de esta trilogía, Salvatores trata temas como la fuga, la amistad, el viaje y la no-comunicación. En 1997, Salvatores por medio de Nirvana, vuelve a explotar la temática de la huida de la realidad pero está vez en un mundo virtual, llevando a sus personajes demasiado lejos. Está película destacó por la gran cantidad de efectos especiales utilizados, los cuales supusieron un avance para el cine italiano en general. 
Vuelve a gran aceptación de crítica y público con El secreto y Come Dio comanda, inspirada en una novela de Niccoló Ammaniti. La historia se centra en un robo de un niño por un círculo de malvivientes implicados en algo muy oscuro. En 2005, tenta el género negro con Quo vadis, baby?, con bastante éxito.

## Producción cinematográfica

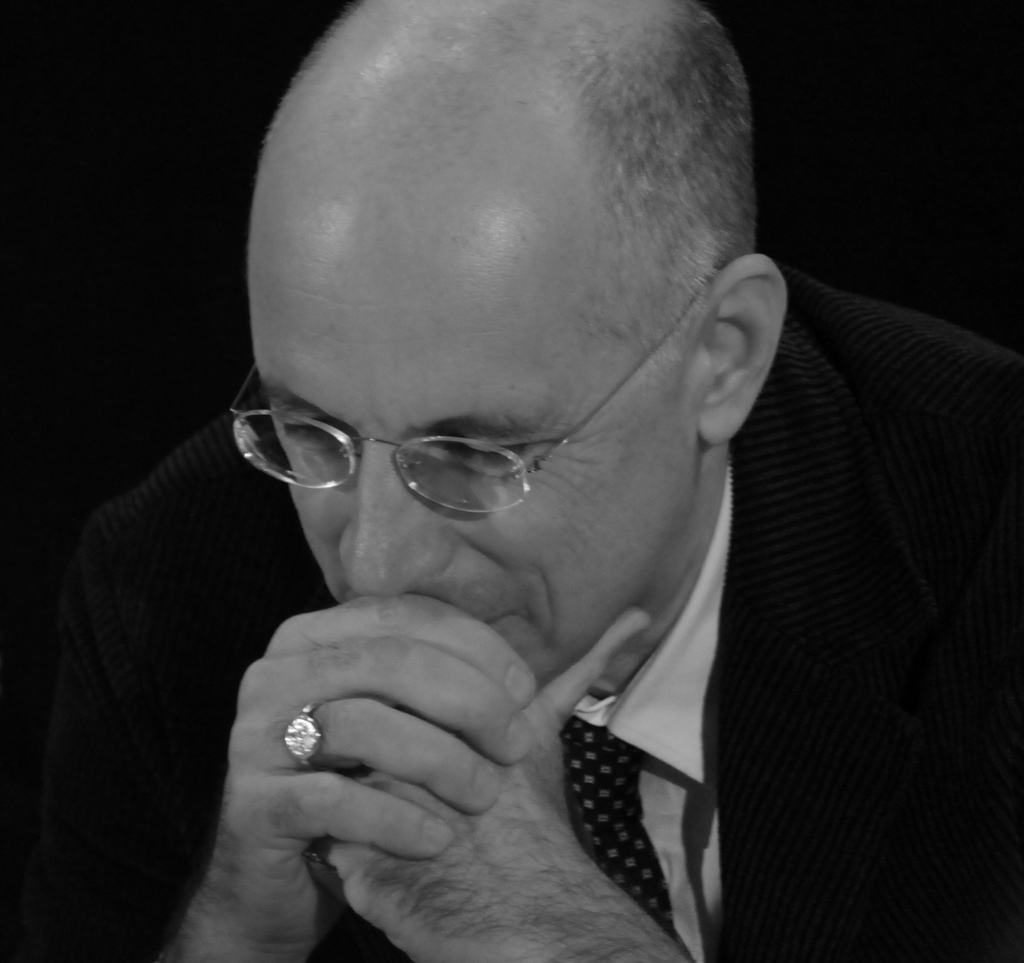
Gabriele Salvatores

- Sueño de una noche de verano (Sogno di una notte d'estate, en italiano), con esta primera obra de 1983 gana un premio en el Festival de Cine de Venecia, pero no obtiene éxito de público.[1]
- Kamikazen ultima notte a Milano en italiano producido en 1987, en el actúan los mejores artistas de cabaret de la época, entre otros Nanni Svampa.
- Marrakech Express, de 1989, con buen éxito de público, en la cual se tratan temas como el viaje, la amistad y el sentido de la solidaridad entre los jóvenes.
- Turné, de 1990.
- Mediterráneo, de 1991, ambientada en una pequeña isla griega durante la Segunda Guerra Mundial. Con esta película alcanza notoriedad internacional, llegando a ganar un Oscar a la mejor película extranjera.
- Puerto Escondido, de 1992, evaluada por la crítica como "una pésima adaptación de una buena novela de Pino Cacucci"[sin fuente].
- Sud, de 1993, historia de rebelión juvenil con ambiciones ideológicas, según la crítica, mal plasmada y que no aporta ninguna novedad"[sin fuente].
- Nirvana, del 1997. Es una visión de ciencia ficción sobre la realidad virtual, inspirada en clásicos ciberpunk como Neuromante de William Gibson o Blade Runner de Ridley Scott.
- Denti, del 2000, fue presentada con éxito en el Festival de Cine de Venecia.
- Amnesia, del 2002.
- Io non ho paura (película), del 2003, basada en la novela homónima de Niccolò Ammaniti.
- Quo vadis, baby?, del 2005, que ha tenido éxito, de crítica y público en Italia
- Come Dio comanda, del 2008, que ganó dos nominaciones al David de Donatello 2009. También esta película está inspirada en un libro de Niccoló Ammanitti.
- Happy Family, del 2010, influenciado por el drama de Pirandello Seis personajes en busca de un autor
- 1960, del 2010, documental sobre la situación italiana en los últimos 50 años.

## Premios y reconocimientos
Premios Óscar
| Año  | Categoría                                       | Trabajo nominado | Resultado |
| ---- | ----------------------------------------------- | ---------------- | --------- |
| 1992 | Mejor película extranjera (de habla no inglesa) | Mediterraneo     | Ganador   |